# Oberammergauer Passiespelen

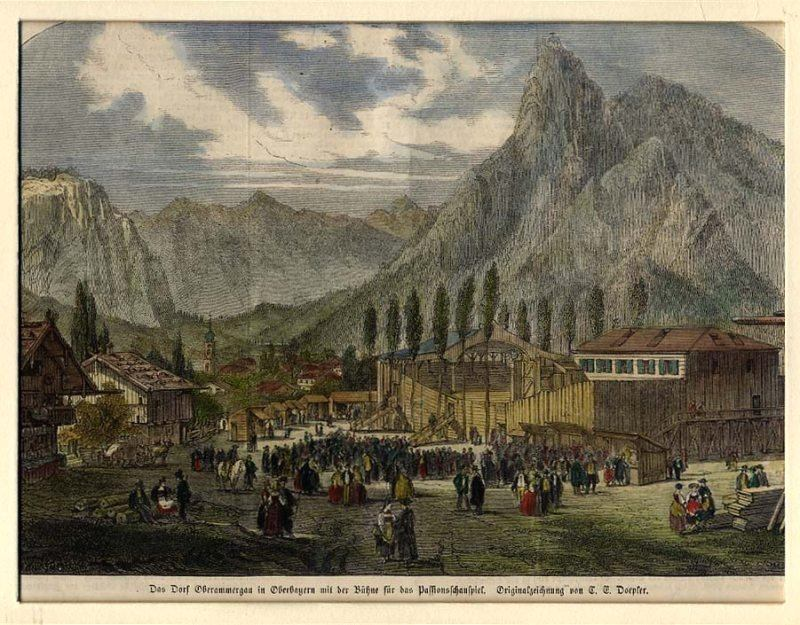
Houtgravure door Carl Emil Doepler, circa 1860.

De Oberammergauer Passiespelen zijn passiespelen die tienjaarlijks worden opgevoerd in Oberammergau. In een urenlange opvoering spelen dorpsbewoners de laatste vijf dagen uit het leven van Jezus na. Het passiespel werd in 1634 voor de eerste keer opgevoerd om een belofte in te lossen die was gedaan na een uitbraak van de pest.
Sinds 1680 wordt het passiespel elke tien jaar opgevoerd, doorgaans in het laatste jaar van een decennium. In de 20e eeuw waren er twee extra opvoeringen: in 1934 en in 1984 ter ere van respectievelijk het 300-jarig en 350-jarig jubileum. In verband met de coronapandemie is de opvoering die in 2020 gepland stond, uitgesteld tot 2022.
Het passiespel van Oberammergau is in december 2014 opgenomen in de Duitse nationale lijst van immaterieel cultuur erfgoed in het kader van het UNESCO-Conventie voor het borgen van immaterieel cultureel erfgoed.

## Opvoeringsgeschiedenis

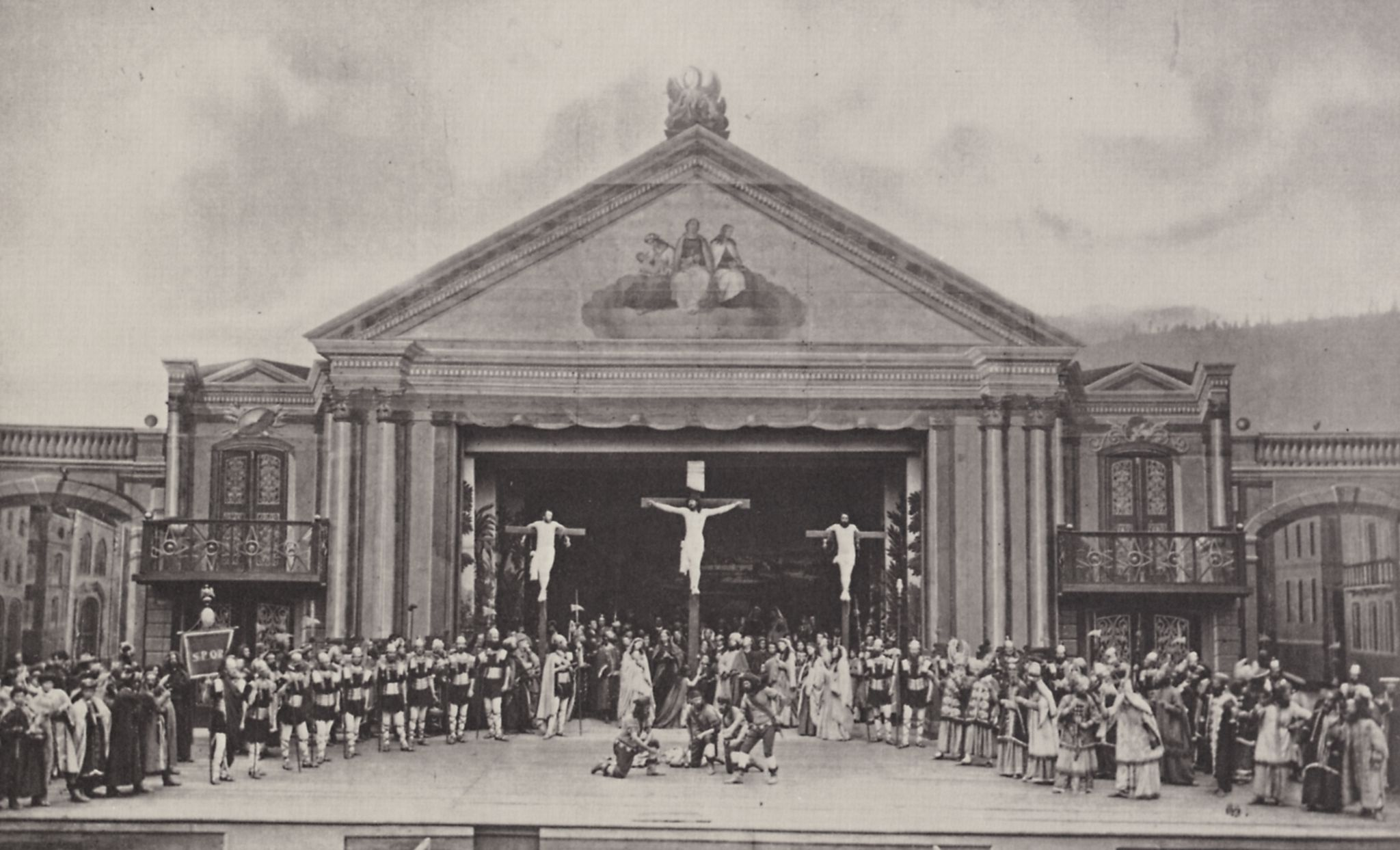
Kruisigingsscène, 1871.

In 1633 stierven tachtig inwoners van Oberammergau aan de pest. De dorpsbewoners beloofden daarop plechtig om regelmatig een passiespel op te voeren als ze van de pest bevrijd zouden worden. Sindsdien is er geen pestdode meer geregistreerd. In 1634, 1644, 1654 en 1664 werd het passiespel opgevoerd op basis van teksten uit de tweede helft van de 15e eeuw. In 1674 werd het passiespel uitgebreid met stukken uit het Weilheimer passiespel van Johann Älbl (1615). Uiteindelijk schreef de Benedictijnse pater Ferdinand Rosner (1709-1778) uit Ettal de 'Passio nova' op rijm in de stijl van het baroktheater. Oberammergau groeide daarmee uit tot het voorbeeld voor passiespelen elders. Het podium was oorspronkelijk een eenvoudige houten constructie, maar in de loop van de 17e en 18e eeuw werd het met coulissen en toneelmachinerie uitgerust.
In 1770 verbood de klerikale raad van keurvorst Maximiliaan III Josef van Beieren het passiespel omdat de tekst en de uitvoeringspraktijk geen recht zouden doen aan de waardigheid van het thema. Na de dood van Maximiliaan in 1777, zou er pas in 1780 weer een passiespel (met een gewijzigde tekst) worden opgevoerd. In 1801 verbood Maximiliaan van Montgelas de passiespelen echter opnieuw, waardoor ze in 1810 niet werden opgevoerd.
De Benedictijner priester Othmar Weis uit de geseculariseerde abdij van Ettal schreef in 1811 een nieuwe tekst voor het passiespel met de titel Das große Opfer auf Golgotha oder Geschichte des Leidens und Sterbens Jesu (Het grote offer op Golgotha of het lijdens- en stervensverhaal van Jezus). Met deze tekst werd de opvoering in 1811 weer toegestaan. In 1815 vernieuwde Johann Nikolais Unhoch (1762-1832) de tekst compleet. Joseph Alois Daisenberger (1799-1883), die vanaf 1845 pastoor in Oberammergau was, werd de eerste echte regisseur van de passiespelen. Voor het passiespel in 1850 bewerkte hij de tekst van de pater Othmar Weis opnieuw en vulde deze aan. Ook internationaal maakte het dorp langzaamaan naam met haar passiespellen. In 1890 werd een nieuw podium gebouwd, naar het ontwerp van toneeltechnicus Carl Lautenschläger. In het 32e speelseizoen, dat door de nasleep van de Eerste Wereldoorlog van 1920 naar 1922 was verschoven, bezochten 420.000 toeschouwers de nieuwe uitvoering van Georg Johann Lang (1889-1968), in de geest van het moderne regietheater. Voor de opvoering in 1930 bouwden Lang en zijn broer, de architect Raimund Lang, een nieuw openluchtpodium.
Na de Tweede Wereldoorlog veroordeelden diverse intellectuelen - onder wie Arthur Miller, Leonard Bernstein en Lionel Trilling - de passiespelen in een petitie als antisemitisch vanwege de stereotiepe en negatieve voorstelling van Joden. De petitie zorgde voor verontwaardiging onder Duitse auteurs, zoals Günter Grass en Heinrich Böll. Eind jaren 1960 verlangde de katholieke kerk een vernieuwing van de passiespelen om deze in lijn te brengen met de Nostra Ætate, de verklaring van het Tweede Vaticaans Concilie waarin staat dat de Joden niet verantwoordelijk zijn voor de dood van Jezus. Toen de passiespelen van 1970 niet waren aangepast, trok het Vaticaan haar goedkeuring, de zogenaamde Missio canonica, in. Als reactie nodigde Oberammergau Joodse organisaties uit om deel te nemen aan een dialoog over aanpassingen van de teksten.
In 1977 voerde de gemeenschap van Oberammergau heftige discussies over welke tekst gebruikt moest worden voor de 38e opvoering van de passiespelen in het jaar 1980: de tekst van Rosner of die van Weis/Daisenberger. De tekst van Weis/Daisenberger werd onder meer door de Joodse organisatie B'nai B'rith als antisemitisch bestempeld door de wijze waarop Judas werd uitgebeeld. In een referendum kozen de dorpsbewoners voor het gebruik van de tekst van Weis/Daisenberger.
Op 22 februari 1990 kregen de vrouwen van Obergammerau van de bestuursrechter dezelfde gelijke rechten voor deelname aan de passiespelen in dat jaar. Het Bayerische Verwaltungsgerichtshof oordeelde dat vrouwen die getrouwd waren of die voor 1 mei 1955 geboren waren, het recht om te stemmen voor het passiespelcomité en het recht om aan het toneelstuk te mogen deelnemen, niet kon worden ontzegd op grond van hun huwelijkse staat of leeftijd.
In 1986 werd de houtbewerker en toenmalig directeur van het Münchner Volkstheater, Christian Stückl (1961) de jongste regisseur in de geschiedenis van de passiespelen. Onder zijn leiding kwam het in 2000 voor het eerst sinds 1930 tot een omvangrijke her-enscenering. Ondanks de spanningen die er al onder de bewoners van Oberammergau waren ontstaan, ensceneerde Stückl ook de passiespelen van 2010, samen met decorontwerper Stefan Hageneier en muzikaal directeur Markus Zwink. De spanningen vloeiden voort uit het plan van Stückl om het passiespel voor een beter effect gedeeltelijk in de nacht op te voeren. Op 16 juni 2007 stemden de dorpelingen in een referendum voor het plan van Stückl.

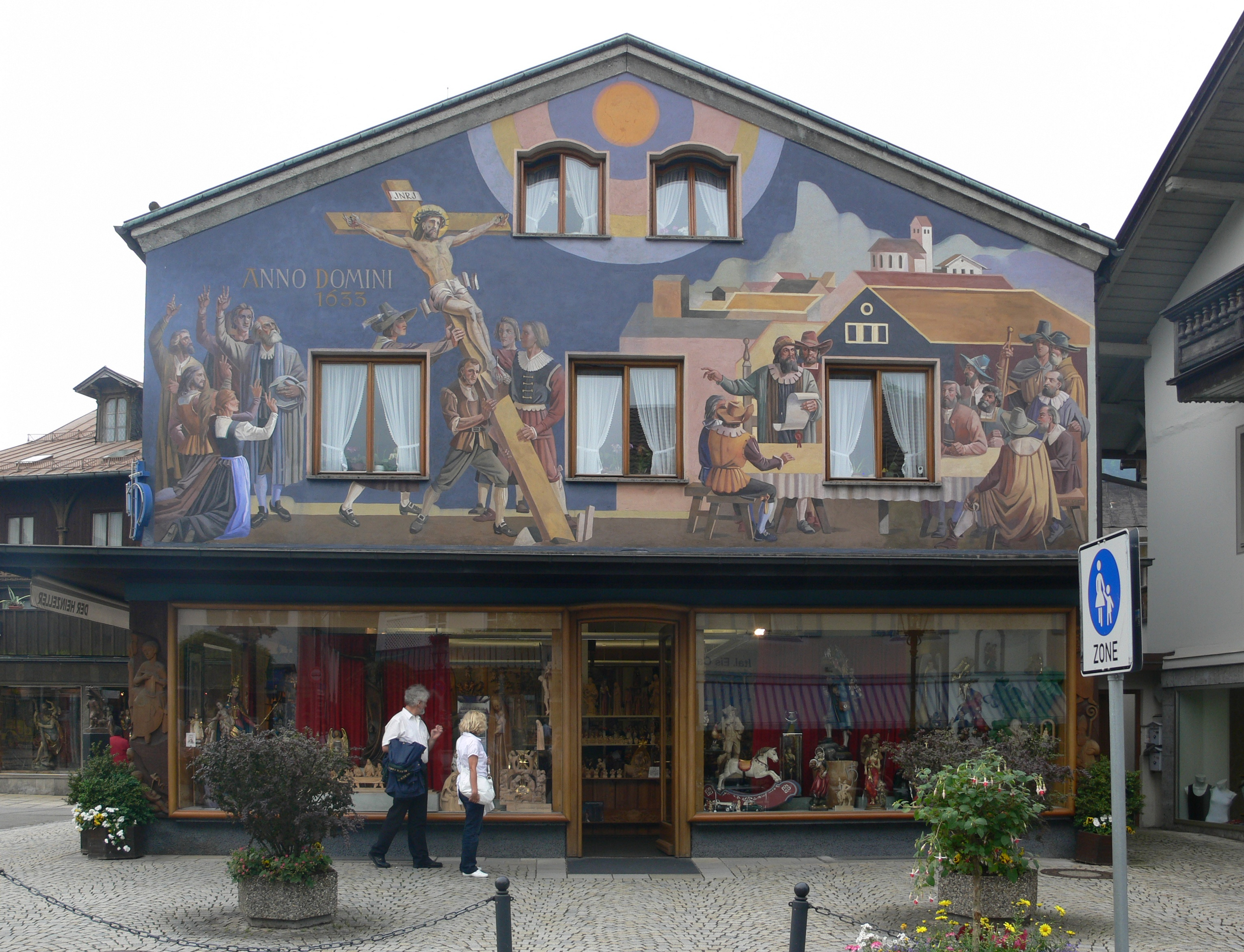
Muurschildering in Oberammergau, verwijzend naar de passiespelen (2010).

De passiespelen van Oberammergau zijn een wereldwijd bekend evenement, dat het dorp miljoenen euro's aan inkomsten oplevert. In 2000 keken 520.000 toeschouwers naar 110 opvoeringen van het passiespel, tien procent meer dan in 1990. In 2010 werd het passiespel van Oberammergau tijdens 109 speeldagen opgevoerd, van 15 mei tot 3 oktober.
In juni 2015 benoemde de gemeenteraad van Oberammergau de Duitse theaterregisseur Abdullah Karaca tot tweede regisseur, naast Stückl.
De passiespelen van 2020, die tussen mei en oktober 2020 hadden moeten worden gehouden, moesten in maart 2020 worden afgelast vanwege de COVID-19-pandemie. Om logistieke redenen werden ze voor het jaar 2022 gepland.

## Structuur
In 2010 was het passiespel opgedeeld in 11 bedrijven, die Vorstellungen (voorstellingen) worden genoemd. De voorstellingen 1 tot en met 5 vormden het eerste deel, dat om 14:30 uur begon. Na een pauze van drie uur volgden om 20:00 uur de voorstellingen 6 tot en met 11. De opvoering eindigde rond 23:00 uur. Tijdens de opvoering wisselden gesproken inleidingen, toneelspel en tableaux vivants (levende beelden) elkaar af. De tableaux vivants worden gepresenteerd in contemplatieve en interpretatieve koorstukken, begeleid door het orkest. Ze vestigen aan het begin van een akte meestal een typologische verwijzing naar het Oude Testament. Als religieuze uitbeelding bieden ze gelegenheid tot bezinning en reflectie. Sommige zijn echter in de loop van de uitvoeringsgeschiedenis vervangen, vooral na 1980.
In de nieuwe uitvoering van 2010 werd het hele evangelie nog meer naar voren gebracht, met name de boodschap van Jezus en zijn mensbeeld. Hiervoor werd de tekst van het passiespel door de regisseurs Christian Stückl en Otto Huber in samenwerking met theologisch adviseur Ludwig Mödl werd dit volledig herzien en aangevuld.
Op de voorgrond stond nu veel meer de oproep van Jezus tot een radicale ommekeer en zijn volledige toewijding aan ieder mens. De boodschap van naastenliefde moest op de voorgrond staan. Om zijn boodschap te benadrukken werden in het eerste en tweede bedrijf betekenisvolle citaten uit de Evangeliën en korte scènes ingevoegd. In het bijzonder werd de tragiek rond de persoon van Judas benadrukt, tot aan zijn wanhopige zelfdoding. Daartegenover staat de persoon van Petrus en diens ontwikkeling (twijfel over de navolging van Jezus, de verloochening, vertrek ter prediking).
- Proloog

Tableau vivant: Der Verlust des Paradieses (Het verlies van het paradijs)
- I. Vorstellung: Einzug in Jerusalem (Intocht in Jeruzalem)

- II. Vorstellung: Jesus in Bethanien (Jezus in Bethanië)

Tableau vivant: Moses führt die Israeliten durch das Rote Meer (Mozes leidt de Israëlieten door de Rode Zee)
- III. Vorstellung: Vertreibung der Tempelhändler – Pilatus und Kaiphas – Judas und der Hohe Rat (Verjaging van de geldwisselaars – Pilatus en Kajafas – Judas en het Sanhedrin)

Tableau vivant: Die zehn Gebote und der Tanz um das Goldene Kalb (De tien geboden en de dans om het gouden kalf)
- IV. Vorstellung: Jesu Mahl mit den Jüngern (Jezus en Laatste Avondmaal)

Tableau vivant: Das Pessachmahl vor dem Auszug aus Ägypten (De Pesachmaaltijd/Seder voor de uittocht uit Egypte)
- V. Vorstellung: Jesus am Ölberg – Die Gefangennahme (Jezus op de Olijfberg – de gevangenname)

Tableau vivant: Der Verrat am Felsen Gabaon (Het verraad)
Tableau vivant: Die Berufung Moses' am Dornbusch (De roeping van Mozes bij de brandende braamstruik)
(Einde van het eerste deel - Pauze)
- VI. Vorstellung: Verhöre vor Annas und dem Hohen Rat (Het verhoor door Annas en het Sanhedrin)

Tableau vivant: Der Prophet Daniel in der Löwengrube (De profeet Daniël in de leeuwenkuil)
Tableau vivant: Die Verspottung Hiobs (De bespotting van Job)
- VII. Vorstellung: Jesus wird verspottet – Petrus verleugnet Jesus – Judas’ Verzweiflung (Jezus wordt bespot – Petrus verloochent Jezus – Judas‘ vertwijfeling)

Tableau vivant: Die Verzweiflung Kains (De vertwijfeling van Kaïn)
- VIII. Vorstellung: Jesus vor Pilatus und Herodes (Jezus voor Pilatus en Herodes)

Tableau vivant: Moses wird vom Pharao verstoßen (Mozes wordt door de farao verstoten)
- IX. Vorstellung: Jesu Verurteilung durch Pilatus (De veroordeling van Jezus door Pilatus)

Tableau vivant: Joseph wird als Retter Ägyptens gefeiert (Jozef wordt als redder van Egypte gehuldigd)
- X. Vorstellung: Der Kreuzweg – Die Kreuzigung (De kruisweg – de kruisiging)

Tableau vivant: Isaaks Opferung auf dem Berg Moria (Het offer van Izaäk op de berg Moria)
Tableau vivant: Die Rettung durch den Aufblick zur Ehernen Schlange (De redding door het opkijken naar de koperen slang)
- XI. Vorstellung: Die Begegnung mit dem Auferstandenen (De ontmoeting met de Herrezene)

## Muziek
Het muzikale component van het passiespel omvat meer dan 4000 maten en neemt bijna een derde van de totale speelduur in beslag. De gespeelde muziek gaat terug tot de Oberammergauer leraar en componist Rochus Dedler (1779-1822) en was voor het eerst te horen bij de opvoeringen in 1810. Voor de muziek liet hij zich inspireren door de toenmalige opera- en toneelmuziek. In 1820 zong hij zelf de veeleisende baspartij en droeg hij de proloog voor. In 1850 bestond het koor uit slechts 14 personen. In het verdere verloop van de 19e eeuw en in de eerste helft van de 20e eeuw waren er continu kleinere en grotere aanpassingen aan het muzikale aspect. De componist en dirigent Eugen Papst voerde voor de passiespelen in 1950 een grondige bewerking door. Zijn versie werd tot 1990 onveranderd gebruikt.
Voor de nieuwe producties van 2000 en 2010 schreef de muzikaal directeur Markus Zwink (1956) koorliederen, ensembles en aria's voor de nieuw ingevoegde en vervangen tableaux vivants en stemmige achtergrondmuziek voor enkele scènes van het oorspronkelijke verhaal. Ook zette hij, in het kader van een sterkere nadruk op het joodse aspect in Jezus' leven, voor de scène van de verdrijving van de kooplieden uit de tempel de gebedstekst van het 'Sjema Jisrael' om in een lied. Met uitzondering van dit stuk, waarvoor hij traditionele joodse melodieën gebruikte, oriënteerde Zwink zich op de muzikale taal van de vroege romantiek.
In 2010 namen aan de opvoeringen telkens 12 solisten, 64 koorzangers (van in totaal 110) en 57 orkestleden (van in totaal ongeveer 110) deel.

## Literatuur

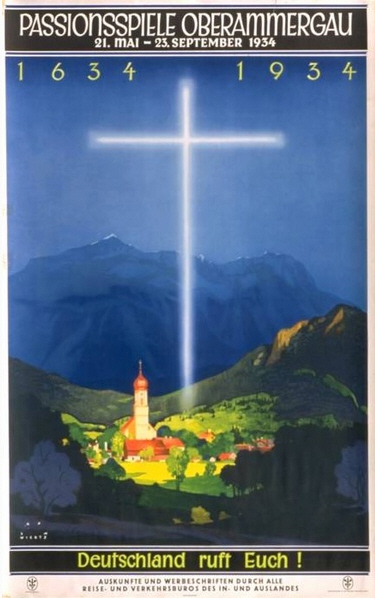
Plakkaat voor de editie van 1934 Jupp Wiertz

### Tekstboeken/programma's
- Das grosse Versöhnungsopfer auf Golgotha; oder, Die Leidens- und Todesgeschichte Jesu: nach den vier Evangelisten mit bildlichen Vorstellungen aus dem alten Bunde zur Betrachtung und Erbauung. 6. Auflage. Weiß, München 1850.
- Ludwig Clarus (Pseudonym für Wilhelm Gustav Werner Volk): Das Passionspiel zu Ober-Ammergau. 2. Auflage. J.J. Lentner, München 1860.
- Sebastian Brunner: Das Passionsspiel zu Oberammergau in den Jahnren 1860 und 1870: die Reise von München aus, historische Einleitung, vollständiger Text der Chöre, Erklärung der Vorbilder, Beschreibung der Scenen. 3. Auflage. W. Braumüller, Wien 1870.
- Hyacinth Holland: Das Ammergauer Passionsspiel im Jahre 1870. Russell, Münster 1870.
- Leopold Höhl: Führer zum Ammergauer Passionsspiel im Jahre 1880. Würzburg 1880. Nachdruck: Hartmann, Sondheim v. d. Rhön 1980, ISBN 3-926523-07-7.
- William Thomas Stead (Hrsg.): The passion play as it is played to-day: at Ober Ammergau in 1890. Heinrich Korpf, München/Oberammergau 1890 (Text parallel auf Deutsch und Englisch sowie Musikbeispiele).
- Joseph Alois Daisenberger: Offizieller Gesamt-Text des Oberammergauer Passionsspiels. Zum ersten Male nach dem Manuscripte des H. H. Geistl. Rates J. A. Daisenberger im Druck veröffentlicht. 3. Auflage. Korff, Oberammergau 1900 (archive.org).
- Complete official text of the Oberammergau passion-play. Translated by Frances Manette Jackson. Georg Lang sel. Erben, Oberammergau 1900.
- Ferdinand Ferdinand: Oberammergau und sein Passionsspiel 1922 : Offiziell v. d. Gemeinde Oberammergau anerkannter Führer. 4. Aufl. L. Rutz, Oberammergau 1922.
- The Passion Play in Oberammergau. A Religions Play in three parts and with 24 Tableaux. With use of the Old Text Written by J. A. Daisenberger at the Time Ecclesiastical Councillor in Oberammergau. Official Total Text For The Year 1922 Revised and Reedited By The Community of Oberammergau.
- Franz Bogenrieder: Oberammergau und sein Passionsspiel 1930: offizieller Führer der Gemeinde. Knorr & Hirth, München 1929.
- Oberammergau und sein Passionsspiel 1950 Amtl. Führer hrsg. v. d. Gemeinde Oberammergau. Mitarb.: Franz Xaver Bogenrieder u. a. Süddeutscher Verlag, München 1950.
- Das Passionsspiel der Gemeinde Oberammergau: 1990 Spielleitung Christian Stückl. Photogr. von Thomas Klinger. – 3. Aufl. – Gemeindeverwaltung, Oberammergau 1990.
- Oberammergauer Passionsspiel 2000 unter Verwendung älterer Oberammergauer Spieltexte 1811/15/20 verfasst von Othmar Weis … für die Spiele 2000 bearb. u. erw. durch Otto Huber. Gemeindeverwaltung, Oberammergau 2000 (Wendebuch: deutsch/englisch). ISBN 3-00-006015-4.
- Oberammergauer Passionsspiel 2010 unter Verwendung der Oberammergauer Spieltexte von Othmar Weis O.S.B. (1769–1843) und Geistlichen Rat Joseph Alois Daisenberger (1799–1883). Voor de spelen van 2010 bewerkt en aangevuld door Christian Stückl en Otto Huber. Gemeinde Oberammergau, Oberammergau 2010 (Duits/Engels). ISBN 978-3-930000-11-1.
- Passionsspiele 2010 Oberammergau, fotoboek, tekst: Christian Stückl en Otto Huber, fotografie: Brigitte Maria Mayer; Prestel Verlag, München 2010, ISBN 978-3-7913-5024-0.

### Zakliteratuur
- Maurice Blondel: La Psychologie dramatique de la Passion à Oberammergau. Bloud, Paris 1910 (französisch).
- Stephan Schaller: Das Passionsspiel von Oberammergau, 1634 bis 1950. Buch-Kunstverlag, Ettal 1950.
- August Hartmann: Das Oberammergauer Passionsspiel in seiner ältesten Gestalt. M. Sändig, Wiesbaden 1968, ISBN 3-253-02005-3. (Neudruck der Ausgabe: Breitkopf u. Härtel, Leipzig 1880.)
- Dagmar Landvogt: Die lebenden Bilder im Oberammergauer Passionsspiel 1972 (Köln, Univ., Phil.Fak., Diss.).
- Das Passionsspiel – Oberammergau. Bildband. Hrsg.: Gemeinde Oberammergau. Engl. Übers.: Concordia Bickel. Franz. Übers.: Henri Perrin. Gemeindeverwaltung, Oberammergau 1970.
- Saul S. Friedman: The Oberammergau Passion Play: A Lance Against Civilization. Southern Illinois University Press, Carbondale 1984 (englisch).
- Helmut W. Klinner, Michael Henker (Hrsg.), Ilona von Mariassy (Mitarb.): Die Erlösung spielen. Führer durch die Dauerausstellung im Passionsspielhaus. Eine Dokumentation des Oberammergauer Passionsspieles. Gemeindendeverwaltung, Oberammergau 1993, ISBN 3-930000-03-2.
- Gerd Holzheimer (Hrsg.): Leiden schafft Passionen. Oberammergau und sein Spiel. A1 Verlag, München 2000, ISBN 3-927743-49-6.
- James Shapiro: Bist Du der König der Juden?: Die Passionsspiele in Oberammergau. Aus dem Amerikan. von Ursel Schäfer und Reinhard Tiffert. Deutsche Verlags-Anstalt, Stuttgart/München 2000, ISBN 3-421-05369-3. (Originaltitel: Oberammergau.).
- Ludwig Utschneider: Bibliographie zur Geschichte Oberammergaus und der Passionsspiele (= Der Ammergau, Schriftenreihe des Historischen Vereins Oberammergau; Band 3). Historischer Verein Oberammergau 1999 e. V., Oberammergau 2003, ISBN 3-9807212-2-1.

### Romanverwerkingen
- Paul Burg: Oberammergau 1630–1930 – Roman vom ewiglebenden Glaubenswunder eines Dorfes. Koch, Leipzig 1930.
- Erich Follath: Wer erschoss Jesus Christus? Droemer Knaur, München 2000. ISBN 3-89667-122-7.
- Adolf Ott: Vitus Schisler, der erste Christus von Ober-Ammergau. Hochgebirgs-Roman aus dem Anfang des Passionsspieles. Nemnich, Leipzig 1910.
- Luis Trenker: Das Wunder von Oberammergau. Roman. Rütten & Loening, Hamburg 1960. (Freizeit-Bibliothek).
- Leo Weismantel: Gnade über Oberammergau – die Pestnot 1633. Caritasverlag, Freiburg i. Br. 1934.

### Memoires
- Anton Lang: Aus meinem Leben. Verlag Knorr & Hirth, München 1938.